# Olympische Geschichte Kap Verdes
| Gelbes Symbol für Goldmedaillen mit stilisierten Olympischen Ringen | Graues Symbol für Silbermedaillen mit stilisierten Olympischen Ringen | Braundes Symbol für Bronzemedaillen mit stilisierten Olympischen Ringen |
| ------------------------------------------------------------------- | --------------------------------------------------------------------- | ----------------------------------------------------------------------- |
| —                                                                   | —                                                                     | 1                                                                       |

Kap Verde, dessen NOK, das Comité Olímpico Caboverdeano, 1989 gegründet wurde, nahm erstmals 1996 an Olympischen Sommerspielen teil. Zu Winterspielen wurde bislang kein Sportler geschickt.

## Übersicht
Die Sprinterin Isménia do Frederico war 1996 in Atlanta die erste Olympionikin ihres Landes. Einen Tag später nahm mit dem Hürdensprinter Henry Andrade erstmals ein Mann aus Kap Verde teil. 2004 in Athen gingen erstmals ein kapverdischer Boxer und eine Sportgymnastin an den Start. Eine Judoka repräsentierte ihr Land erstmals 2012 in London, eine Taekwondoin 2016 in Rio de Janeiro. Seit 2020 in Tokio ist Kap Verde bei den Schwimmwettbewerben vertreten, 2024 in Paris startete erstmals ein Fechter.
Die erste olympische Medaille für Kap Verde konnte David de Pina 2024 beim Boxwettkampf im Fliegengewicht erringen.

## Übersicht der Teilnehmer

### Sommerspiele
| Jahr      | Athleten           | Athleten           | Athleten           | Sportarten         | Sportarten         | Sportarten         | Sportarten         | Sportarten         | Sportarten         | Sportarten         | Medaillen          | Medaillen          | Medaillen          | Medaillen          | Rang |
| Jahr      | Gesamt             |                    |                    |                    |                    |                    |                    |                    |                    |                    |                    |                    |                    | Medaillen – Gesamt | Rang |
| --------- | ------------------ | ------------------ | ------------------ | ------------------ | ------------------ | ------------------ | ------------------ | ------------------ | ------------------ | ------------------ | ------------------ | ------------------ | ------------------ | ------------------ | ---- |
| 1896–1992 | nicht teilgenommen | nicht teilgenommen | nicht teilgenommen | nicht teilgenommen | nicht teilgenommen | nicht teilgenommen | nicht teilgenommen | nicht teilgenommen | nicht teilgenommen | nicht teilgenommen | nicht teilgenommen | nicht teilgenommen | nicht teilgenommen |                    |      |
| 1996      | 3                  | 2                  | 1                  |                    |                    |                    | 4                  |                    |                    |                    |                    |                    |                    |                    |      |
| 2000      | 2                  | 1                  | 1                  |                    |                    |                    | 2                  |                    |                    |                    |                    |                    |                    |                    |      |
| 2004      | 3                  | 2                  | 1                  | 1                  |                    |                    | 1                  | 1                  |                    |                    |                    |                    |                    |                    |      |
| 2008      | 2                  | 1                  | 1                  |                    |                    |                    | 1                  | 1                  |                    |                    |                    |                    |                    |                    |      |
| 2012      | 3                  | 2                  | 1                  |                    |                    | 1                  | 2                  |                    |                    |                    |                    |                    |                    |                    |      |
| 2016      | 5                  | 2                  | 3                  | 1                  |                    |                    | 2                  | 1                  |                    | 1                  |                    |                    |                    |                    |      |
| 2020      | 6                  | 3                  | 3                  | 1                  |                    | 1                  | 1                  | 1                  | 2                  |                    |                    |                    |                    |                    |      |
| 2024      | 7                  | 4                  | 3                  | 2                  | 1                  | 1                  | 1                  |                    | 2                  |                    |                    |                    | 1                  | 1                  | 84   |
| Gesamt    | Gesamt             | Gesamt             | Gesamt             | Gesamt             | Gesamt             | Gesamt             | Gesamt             | Gesamt             | Gesamt             | Gesamt             | 0                  | 0                  | 1                  | 1                  |      |

### Winterspiele
| Jahr      | Athleten           | Athleten           | Athleten           | Sportarten         | Medaillen          | Medaillen          | Medaillen          | Medaillen          | Rang               |
| Jahr      | Gesamt             |                    |                    | Sportarten         |                    |                    |                    | Medaillen – Gesamt | Rang               |
| --------- | ------------------ | ------------------ | ------------------ | ------------------ | ------------------ | ------------------ | ------------------ | ------------------ | ------------------ |
| 1924–2022 | nicht teilgenommen | nicht teilgenommen | nicht teilgenommen | nicht teilgenommen | nicht teilgenommen | nicht teilgenommen | nicht teilgenommen | nicht teilgenommen | nicht teilgenommen |
| Gesamt    | Gesamt             | Gesamt             | Gesamt             | Gesamt             | 0                  | 0                  | 0                  | 0                  | –                  |

## Liste der Medaillengewinner

### Goldmedaillen
Bislang (Stand August 2024) keine Goldmedaillen.

### Silbermedaillen
Bislang (Stand August 2024) keine Silbermedaillen

### Bronzemedaillen
| Name          | Spiele     | Sportart | Disziplin      |
| ------------- | ---------- | -------- | -------------- |
| David de Pina | 2024 Paris | Boxen    | Fliegengewicht |